# Eletrólise ígnea

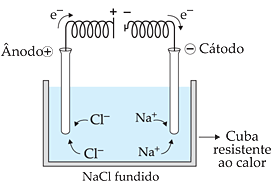
Eletrólise ígnea do cloreto de sódio.

Eletrólise ígnea é uma reação química de eletrólise, isto é, a separação de elementos químicos de um composto, feita com o eletrólito fundido, não ocorrendo sobre a solução do eletrólito. O termo ígnea vem do latim igneu, significando ardente. Na eletrólise ígnea utilizam-se eletrodos inertes que possuam elevado ponto de fusão, comumente de platina ou grafita.
O processo da eletrólise ígnea é utilizado para obter metais alcalinos, alcalino terrosos e alumínio, pois seus cátions não perdem a carga no estado líquido.

## Eletrólise do cloreto de sódio fundido
O cloreto de sódio funde a 808°C e torna-se condutor de corrente elétrica.
Passando-se uma corrente elétrica contínua por este líquido, geralmente a 808°C, produz-se a eletrólise deste sal.
Neste processo são produzidos o gás cloro (altamente tóxico) e o sódio metálico em forma líquida nesta temperatura.
O cloro pode ser recolhido em solução de soda cáustica para produção do hipoclorito de sódio, e o sódio metálico deve ser muito cuidadosamente manipulado pois reage violentamente com água causando explosões, produzindo hidróxido de sódio e gás hidrogênio.
A reação se processa com as seguintes reações:
{\displaystyle {\ce {{NaCl}->{Na^{+}}+{Cl^{-}}}}}
Os íons Cl1- se dirigem para o ânodo (polo positivo), perdem seus elétrons e são transformados em gás cloro, Cl2:
{\displaystyle {\ce {2{Cl^{-}}->{Cl2}+2{e^{-}}}}} (reação de oxidação)
Os íons Na1+ se dirigem para o cátodo (polo negativo), recebem um elétron e são transformados em sódio metálico (Na0). 
Assim, equilibrando as cargas, por multiplicação da equação de oxidação.
{\displaystyle {\ce {2{Na^{+}}+2{e^{-}}->2{Na^{0}}}}} (reação de redução)
A equação global desta eletrólise é dada pela soma das reações de dissociação do sal e das reações que ocorrem nos eletrodos.
{\displaystyle {\ce {2{NaCl}->2{Na^{+}}+2{Cl^{-}}}}}
{\displaystyle {\ce {2{Cl^{-}}->{Cl2}+2{e^{-}}}}} (reação de oxidação)
{\displaystyle {\ce {2{Na^{+}}+2{e^{-}}->2{Na^{0}}}}} (reação de redução)
Tendo-se, finalmente, a reação global:
{\displaystyle {\ce {2{NaCl}->{Cl2}+2{Na^{0}}}}}

## Eletrólise da bauxita fundida
Obtém-se alumínio a partir da bauxita (Al2O3). Em condições normais a bauxita tem ponto de fusão de 2072 °C. Com o acréscimo de criolita (Na3AlF6) como fundente, a temperatura de fusão desta mistura cai para 1000 °C.
A alumina se dissocia:
{\displaystyle {\ce {{Al2O3}->2{Al^{3}+}+3{O^{2-}}}}}
No eletrodo negativo ocorre a seguinte reação:
{\displaystyle {\ce {4{Al^{3}+}+12{e^{-}}->4{Al^{0}}}}}
Enquanto no eletrodo positivo:
{\displaystyle {\ce {6{O^{2-}}->3{O2}+12{e^{-}}}}}
A equação global apresenta-se como:
{\displaystyle {\ce {2{Al2O3}->4{Al^{3+}}+6{O^{2-}}}}}
{\displaystyle {\ce {4{Al^{3+}}+12{e^{-}}->4{Al^{0}}}}}
{\displaystyle {\ce {6{O^{2-}}->3{O2}+12{e^{-}}}}}
{\displaystyle {\ce {2{Al2O3}->4{Al^{0}}+3{O2}}}}
O oxigênio gasoso formado na oxidação reage com o carbono do eletrodo de grafita produzindo CO2.

## Outras aplicações
Existem métodos para a preparação de cloreto de manganês e manganês a partir da eletrólise ígnea de cloreto de manganês.
A eletrólise ígnea de óxidos é pensada como sendo uma solução para a obtenção tanto de metais quanto de oxigênio na exploração de outros corpos celestes, como no ambiente lunar.